# Moleson
Moleson (en francès Molezon) és un municipi del departament francès del Losera a la regió d'Occitània.